# 颱風查帕卡 (2021年)
颱風查帕卡（英語：Typhoon Cempaka，國際編號：2107，聯合颱風警報中心：WP102021）是2021年太平洋颱風季第7個被命名的風暴。「查帕卡」一名由馬來西亞提供，即黃玉蘭，一種以其芬芳的花聞名的植物，橙黄色或乳白色，春季開花，可提取精油用於制作香水，此名字第一次使用，取代被除名的茉莉。

## 發展過程
7月16日，一個熱帶擾動在南海生成，美國海軍研究實驗室給予擾動編號99W。
7月17日上午8時，日本氣象廳將其升格為熱帶低氣壓。下午2時，聯合颱風警報中心將其評級提升為「中」。
7月18日上午7時，聯合颱風警報中心將其評級提升為「高」，並對其發佈熱帶氣旋形成警報。下午2時， 中國國家氣象中心及澳門地球物理暨氣象局將其升格為熱帶低氣壓。下午5時，澳門地球物理暨氣象局對其發出一號風球。下午6時，中國國家氣象中心對其發出颱風藍色預警信號。晚上8時，台灣中央氣象局將其升格為熱帶性低氣壓，給予編號TD09。同時，聯合颱風警報中心將其升格為熱帶性低氣壓，給予熱帶氣旋編號10W。晚上9時，香港天文台將其升格為熱帶低氣壓，並於晚上9時40分對其發出一號戒備信號。
7月19日凌晨2時，聯合颱風警報中心率先將其升格為熱帶風暴。同時，日本氣象廳對其發出烈風警報。上午8時，日本氣象廳將其升格為熱帶風暴，給予國際編號2107，並命名「查帕卡」。同時，台灣中央氣象局將其升格為輕度颱風，而香港天文台亦將其升格為熱帶風暴。下午5時，中國國家氣象中心率先將其升格為強熱帶風暴。晚上8時，香港天文台、澳門氣象局將其升格為強烈熱帶風暴。晚上11時，中國國家氣象中心率先將其升格為颱風。
7月20日凌晨1時，澳門地球物理暨氣象局將其升格為颱風。凌晨2時，香港天文台將其升格為颱風。上午8時，日本氣象廳將其升格為強烈熱帶風暴。同時台灣中央氣象局將其升格為中度颱風。晚上8時，台灣中央氣象局將其降格為輕度颱風，同時香港天文台將其降格為強烈熱帶風暴。中國國家氣象中心宣布查帕卡於晚上9點50分前後在廣東省陽江市江城區沿海登陸。
登陸後，水氣供應中斷，查帕卡逐漸減弱。7月21日凌晨2時，聯合颱風警報中心將其降格為熱帶風暴。凌晨5時，香港天文台將其降格為熱帶風暴。上午11時，香港天文台將其降格為熱帶低氣壓。
7月22日上午8時日本氣象廳將其降格為熱帶性低氣壓，同時台灣中央氣象局將其降格為熱帶性低氣壓。
23日凌晨0時至1時左右，已減弱為熱帶性低氣壓的查帕卡自中越邊界的芒街市出海而進入北部灣，中心氣壓998百帕。
7月24日晚上11時，香港天文台將其降格為低壓區。7月26日下午2時，日本氣象廳認定其已消散。

### 事後報告
日本氣象廳在11月1日發布的最佳路徑中，將其巔峰上調至70節(每小時130公里)，並將其補升格為颱風，氣壓下調至980百帕。

## 影響

### 澳門
當地發出之最高熱帶氣旋信號： 三號風球
地球物理暨氣象局於7月16日和17日中午發出特別信息，指當時仍然為低壓區的查帕卡為澳門帶來不穩定天氣。7月17日下午4時，氣象局發出特別信息指於短時間內發出熱帶氣旋信號，同日下午5時，氣象局正式發出一號風球，當時查帕卡位於澳門東南偏南約130公里，並表示7月18日清晨至上午改發三號風球可能性機會為中等。受查帕卡外圍雨帶影響，澳門天氣不穩定，有驟雨和雷暴且雨勢有時頗大，氣象局於7月17日晚上11時35分發出黃色暴雨警告信號，至7月18日凌晨2時取消。
7月18日上午5時，氣象局將發出三號風球的預計可能發佈時段延遲到當日下午至晚間，發出可能性機會仍然維持中等；到近上午10時，氣象局將改發三號風球的可能性機會改為中等至較高。 上午11時，氣象局宣佈於當天下午2時至5時考慮改發三號風球，並考慮於當天下午發出藍色風暴潮警告，7月20日凌晨至早上改發八號風球其可能性為中等至較高。  下午2時05分，氣象局宣佈於下午2時30分改發三號風球。 下午2時30分，氣象局正式改發三號風球，當時查帕卡位於澳門西南偏南約120公里處，同時表示三號風球於當天日間和晚間時間維持。 下午5時35分，氣象局指查帕卡正不斷增強，並預計於同日晚間進一步增強為強烈熱帶風暴，因此當局在7月20日凌晨至上午發出八號風球的可能性改為中等至較高。 7月19日晚上11時，氣象局指查帕卡轉向較偏西方向移動，除非查帕卡顯著增強或加快接近澳門，否則於清晨前改發八號風球機會不大，同時維持7月20日清晨至早上改發八號風球的機會為中等至較高。
7月20日上午5時，查帕卡改為以偏西方向移動，與澳門保持超過140公里以上距離，加上暴風圈範圍較小，較預期遠。氣象局表示除非查帕卡採取較接近澳門的路徑，否則改發更高風球的機會不大。當局亦將日間發出八號風球的可能性改為較低至中等，同時預料三號風球於7月20日上午維持。 同日上午，受查帕卡外圍雨帶影響，氣象局一度於上午6時30分發出黃色暴雨警告信號，直到上午8時取消。上午11時，氣象局預料三號風球於日間時間維持，日間改發八號風球的機會改為低。 下午5時，隨著查帕卡遠離，氣象局預計澳門境內風勢將緩和，並宣佈於晚間考慮改發一號風球。晚上11時，氣象局改發一號風球，當時查帕卡位於澳門西南偏西約170公里。
7月21日凌晨1時，氣象局取消所有熱帶氣旋警告信號。同日上午受查帕卡外圍雨帶影響，氣象局於上午11時50分至下午1時45分一度發出黃色暴雨警告信號。
風暴潮狀況方面，氣象局於7月19日下午3時15分發出藍色風暴潮警告，預計7月20日凌晨4時至上午8時低窪地區將出現水浸。 7月20日上午8時，所有風暴潮警告取消。

### 中國大陸
國家氣象中心發布之最高颱風預警信號： 颱風橙色預警信號

#### 廣東省

##### 陽江市
陽江市氣象台發佈之最高颱風預警信號： 颱風紅色預警信號（陽江、陽西）、 颱風黃色預警信號 （陽春）

##### 江門市
江門市氣象台發佈之最高颱風預警信號： 颱風紅色預警信號 (台山市)、 颱風黃色預警信號（恩平）、 颱風藍色預警信號（其他區域）
除台山市發佈第五級颱風紅色預警，恩平發佈第三級颱風黃色預警，新會、開平、蓬江等江門市其他區域或地區發佈第二級颱風藍色預警。

##### 茂名市
茂名市氣象台發佈之最高颱風預警信號： 颱風橙色預警信號（茂名、電白）、 颱風藍色預警信號（其他區域）

##### 珠海市
珠海市氣象台發佈之最高颱風預警信號： 颱風黃色預警信號
珠海市氣象台於7月18日下午3時35分發佈全市颱風白色預警，到翌日查帕卡增強為熱帶風暴級別，當地氣象台於7月19日上午8時改發佈第二級全市颱風藍色預警。同日下午5時40分，珠海市氣象台改發佈全市颱風黃色預警。7月20日晚上10時05分，因熱帶氣旋查帕卡登陸，當局將全市颱風預警由黃色颱風預警降級為白色颱風預警。同日晚上11時35分解除所有颱風預警信號。

##### 中山市
中山市氣象台發佈之最高颱風預警信號： 颱風黃色預警信號

##### 廣州市
廣州市氣象台發佈之最高颱風預警信號： 颱風藍色預警信號（南沙區）、 颱風白色預警信號（其他區域）
除南沙區外，荔灣區、越秀區、海珠區、天河區、黃埔區、番禺區和花都區發佈第一級颱風白色預警。從化區和增城區除外。

##### 佛山市
佛山市氣象台發佈之最高颱風預警信號： 颱風藍色預警信號

##### 深圳市
深圳市氣象台發佈之最高颱風預警信號： 颱風藍色預警信號

##### 東莞市
東莞市氣象台發佈之最高颱風預警信號： 颱風藍色預警信號

##### 湛江市
湛江市氣象台發佈之最高颱風預警信號： 颱風黃色預警信號（吳川）、 颱風藍色預警信號（其他區域）

##### 肇慶市
肇慶市氣象台發佈之最高颱風預警信號： 颱風藍色預警信號（封開、廣寧、懷集除外）
肇慶市氣象台對封開發佈之最高颱風預警信號： 颱風白色預警信號

##### 雲浮市
雲浮市氣象台發佈之最高颱風預警信號： 颱風藍色預警信號

##### 惠州市
惠州市氣象台發佈之最高颱風預警信號： 颱風藍色預警信號（大亞灣區）、 颱風白色預警信號（惠陽、惠東）

##### 汕尾市
汕尾市氣象台發佈之最高颱風預警信號： 颱風白色預警信號

#### 廣西壯族自治區
廣西壯族自治區氣象台發布之最高颱風預警信號： 颱風黃色預警信號

#### 海南省
海南省氣象局發布之最高颱風預警信號： 颱風藍色預警信號

### 香港
當地發出之最高熱帶氣旋警告信號： 三號強風信號
香港天文台在7月18日下午發出「特別天氣提示」，表示當時仍為低壓區的查帕卡在過去有所增強，將於晚上至19日上午考慮發出熱帶氣旋警告信號。天文台於晚上9時40分發出一號戒備信號，當時查帕卡集結於香港之西南偏南約180公里，已經最接近香港，當時天文台預料一號信號會維持一段時間。受查帕卡外圍雨帶影響，隨後一兩日香港持續有雷雨及猛烈狂風，天文台於7月19日凌晨2時35分發出黃色暴雨警告信號，至凌晨3時50分取消。天文台於7月19日上午表示因應查帕卡採取較為偏向珠江口以西方向移動，並有所增強，將於下午較後時間至20日上午考慮發出三號信號。與此同時，香港繼續受查帕卡外圍雨帶影響，天文台於當天中午12時半再次發出黃色暴雨警告信號，至下午2時05分取消。隨著查帕卡迅速而顯著增強，天文台於下午1時45分表示將於未來數小時考慮發出三號信號。天文台在下午4時10分發出三號強風信號，當時查帕卡集結於香港之西南約180公里，並預料三號信號會維持一段時間。天文台於下午6時45分表示查帕卡的烈風範圍較小，晚間需要發出八號烈風或暴風信號的機會不大，預料三號信號會在晚間維持一段時間。
當日下午至翌日凌晨香港普遍吹偏東至東南風，由於查帕卡結構較為緊密，大部份地區的風力不大，只有離岸和高地持續受強風影響。天文台於7月20日上午9時45分表示查帕卡正在廣東西部離岸海域徘徊，當查帕卡明顯遠離或登陸減弱時，會在下午考慮改發一號熱帶氣旋警告信號。香港於7月20日再次受查帕卡外圍雨帶影響，天文台於同日上午11時40分發出黃色暴雨警告信號，至下午3時40分取消。多區有頻密狂風大雨及強雷暴，部分地區更錄得超過100毫米雨量。天文台亦於中午12時25分發出新界北部水浸特別報告。天文台於上午11時45分表示香港風力正逐漸減弱，會於未來數小時改發一號信號。天文台於下午1時20分改發一號戒備信號，當時查帕卡集結於香港之西南偏西約210公里，並預料一號信號會維持一段時間。天文台於下午4時45分表示查帕卡短時間內將登陸廣東西部沿岸一帶，逐漸遠離香港並減弱，不再對香港構成威脅，將於未來數小時內取消所有熱帶氣旋警告信號，並於下午6時45分表示即將取消所有熱帶氣旋警告信號，天文台最終於晚上7時40分取消所有熱帶氣旋警告信號，當時查帕卡集結於香港之西南偏西約220公里。
風暴期間，天文台測風網絡8個參考自動氣象站只有2個錄得強風，三號信號不達標，西貢的強風更僅在首次一號信號生效期間錄得。機場則以些微之差，未能錄得強風。長洲及西貢錄得最高10分鐘平均風速為每小時57及46公里。受查帕卡的外圍雨帶影響，香港連日來有狂風大驟雨及雷暴，大部分地區在三天內錄得超過200毫米雨量，而新界東的雨量更超過350毫米。

## 熱帶氣旋警告使用紀錄

### 澳門
| 地球物理暨氣象局 熱帶氣旋信號 | 地球物理暨氣象局 熱帶氣旋信號 | 地球物理暨氣象局 熱帶氣旋信號 |
| ----------------------------- | ----------------------------- | ----------------------------- |
| 上一熱帶氣旋                  | 一號風球                      | 下一熱帶氣旋                  |
| 熱帶低氣壓                    | 一號風球                      | 熱帶風暴盧碧                  |
| 颱風沙德爾                    | 三號風球                      | 熱帶風暴盧碧                  |

### 中國大陸
| 国家气象中心 颱風預警信號 | 国家气象中心 颱風預警信號 | 国家气象中心 颱風預警信號 |
| ------------------------- | ------------------------- | ------------------------- |
| 上一熱帶氣旋              | 颱風藍色預警信號          | 下一熱帶氣旋              |
| 熱帶低壓 熱帶低壓         | 颱風藍色預警信號          | 強颱風烟花                |
| 颱風沙德爾                | 颱風黃色預警信號          | 強颱風烟花                |
| 強颱風巴威                | 颱風橙色預警信號          | 強颱風烟花                |

### 香港
| 香港天文台 熱帶氣旋警告信號 | 香港天文台 熱帶氣旋警告信號 | 香港天文台 熱帶氣旋警告信號 |
| --------------------------- | --------------------------- | --------------------------- |
| 上一熱帶氣旋                | 一號戒備信號                | 下一熱帶氣旋                |
| 熱帶低氣壓                  | 一號戒備信號                | 熱帶風暴盧碧                |
| 颱風沙德爾                  | 三號強風信號                | 熱帶風暴盧碧                |

## 外部連結
| 太平洋颱風季             |
| 主題頁 - 專題 - 編輯指南 |

- （日語）日本氣象廳首頁 （页面存档备份，存于）
- （英文）聯合颱風警報中心首頁 （页面存档备份，存于）
- （简体中文）中國國家氣象中心首頁 （页面存档备份，存于）
- （繁體中文）臺灣中央氣象局首頁 （页面存档备份，存于）
- （繁體中文）香港天文台：颱風查帕卡報告 （页面存档备份，存于）、實時天氣稿（7月18日 （页面存档备份，存于）－7月19日 （页面存档备份，存于）－7月20日 （页面存档备份，存于））
- （繁體中文）澳門地球物理暨氣象局首頁 （页面存档备份，存于）
- （英文）菲律賓大氣地球物理和天文管理局 惡劣天氣公告 （页面存档备份，存于）
- （泰文）泰國氣象局首頁 （页面存档备份，存于）